# 树兜站
树兜站（福州話：/t͡sʰiu˥˥ lau˥˥/）位于中华人民共和国福建省福州市鼓楼区华林路与五四路交叉口，是福州地铁1号线的地铁车站，亦是目前距离福州五四路CBD最近的车站，车站于2017年1月6日启用。

## 站名来源
《闽都别记》中记载，树兜所在位置曾是瓮城，呈现衣兜状，起到保护福州城的作用。福州人形象地把瓮城所在地叫“兜”。又由于这里树木较多，就被称为“兜”，后改寫为“树兜”。

## 车站结构
树兜站为地下二层车站：地下一层为站厅层；地下二层为站台层，岛式站台，全长271米，宽19.2-23.3米，深16.5米。
| 地面层   | 出入口                               |  | 出入口                 |
| 地下一层 | 站厅                                 |  | 票务服务、自动售票机   |
| 地下二层 | 1                                    |  | 1号线 往象峰（斗门）   |
| 地下二层 | 岛式站台，列车运行方向左侧的车门打开 |  |                        |
| 地下二层 | 2                                    |  | 1号线 往三江口（屏山） |

### 站厅
树兜站站厅位于华林路与五四路交叉口下方。车站站厅采用白色直线型吊顶与白色搪瓷板装修，设客服中心两处，分布于站厅东西两侧，服务设施规划设置智能导乘机两处、自动售货机两处、ATM三处，D出入口通道设有洗手间。

### 站台
树兜站共设置2个分别来往于象峰、三江口的1号线站台，采用岛式站台设计。车站站台采用白色直线型吊顶与白色搪瓷板装修，服务设施规划设有智能导乘机2处、自动售货机1处。车站设有一副单渡线。

### 出入口与周边
树兜站共设4个出入口，已开放B、C、D共3个入口，无障碍电梯位于C出入口、卫生间位于D出入口。
| 树兜站出入口信息            | 树兜站出入口信息 | 树兜站出入口信息     | 树兜站出入口信息 | 树兜站出入口信息 |
| --------------------------- | ---------------- | -------------------- | ---------------- | ---------------- |
|                             |                  |                      |                  |                  |
| 编号                        | 设施             | 位置                 | 接驳交通         | 照片             |
| 出口 · B                    |                  | 华林路五四路口西北侧 | 省农科院         |                  |
| 出口 · C                    |                  | 华林路五四路口西南侧 | 树兜             |                  |
| 出口 · D                    |                  | 华林路五四路口东南侧 | 省农行、树兜     |                  |
| 注： 设有电梯 \| 设有卫生间 |                  |                      |                  |                  |

#### 周边
树兜站位于福州五四路CBD北部，周边以商务用地与住宅用地为主。五四路商务区可由C、D出入口出向南步行抵达。福建中医药大学屏山校区、福建省第二人民医院、福建经贸会展中心可由B口出步行抵达，福州大戏院、福州屏东中学、福州市鼓楼实验小学可由C口出步行抵达，温泉公园、福州市行政服务中心、鼓楼区行政服务中心、温泉小学、银河花园大饭店可由D口出步行抵达。

## 事故
- 2015年8月10日，受强台风“苏迪罗”的大雨影响，树兜站盾构井进水，导致井内9名工人被困，此后9名工人全部获救。[5]

## 历史
- 2011年4月29日，省发改委批复了福州地铁1号线（一期）的初步设计，其中在五四北路、华林路路口设树兜站。[6]
- 2011年12月16日，树兜站开始一期围挡施工。[7]
- 2012年1月28日，树兜站开始一期东侧围挡施工。[3]
- 2012年3月24日，为配合“盖挖法”施工需要，树兜站开始为期3月的围挡外扩。[8]
- 2012年11月9日，树兜站开始二期围挡施工。[9]
- 2013年9月11日，树兜-斗门区间双线贯通。[10]
- 2016年1月26日，树兜站开始三期围挡施工。[11]
- 2016年10月5日，树兜站路面恢复完成。[12]